# 宇治王
宇治王（うじおう、生没年不詳）は、奈良時代の皇族。名は宇遅王とも記される。官位は従五位下・中務大輔。

## 経歴
天平9年（737年）従五位下に直叙され、内蔵頭に任ぜられる。翌天平10年（738年）閏7月に刑部大輔、12月に中務大輔と、短期間に官職を転々とした。
山背国の路上で平城京の下毛野寺の僧侶・諦鏡らが無礼を働いたとして、暴行を加えて打ち払ったことから、直後に仏罰を受けて病死した。その後、王は呪い殺されたとして、王の遺族が諦鏡に対して報復したい旨を聖武天皇に願い出たが、天皇は許可しなかったという説話がある。

## 官歴
『続日本紀』による。
- 天平9年（737年） 9月28日：従五位下（直叙）。12月23日：内蔵頭
- 天平10年（738年） 閏7月7日：刑部大輔。12月4日：中務大輔